# Joanna Merlin
Pour les articles homonymes, voir Merlin (homonymie).
Joann Ratner (née le 15 juillet 1931 à Chicago (Illinois) et morte le 15 octobre 2023 à Los Angeles (Californie)) est une actrice et directrice de casting américaine, connue sous le nom de scène de Joanna Merlin.

## Biographie
Au cinéma, Joanna Merlin débute dans le péplum américain Les Dix Commandements de Cecil B. DeMille (avec Charlton Heston et Yul Brynner), sorti en 1956, où elle incarne une des filles de Jethro.
Suivent vingt-et-un autres films comme actrice, dont Fame d'Alan Parker (1980, avec Irene Cara et Lee Curreri), La Déchirure de Roland Joffé (film britannique, 1984, avec Sam Waterston et Haing S. Ngor), La Cité des anges de Brad Silberling (film germano-américain, 1998, avec Nicolas Cage et Meg Ryan) et Elle s'appelait Sarah de Gilles Paquet-Brenner (film français, 2010, avec Kristin Scott Thomas ), son dernier film à ce jour.
À la télévision, elle apparaît à ce jour dans dix-neuf séries entre 1960 et 2013, dont Histoires fantastiques (un épisode, 1986), New York, police judiciaire (cinq épisodes, 1992-1998) et New York, unité spéciale (quarante-trois épisodes, 2000-2011).
S'y ajoutent onze téléfilms à partir de 1967, le dernier étant Témoins sous contrôle de Richard Pearce (avec Tom Sizemore et Mary Elizabeth Mastrantonio), diffusé en 1999.
Au théâtre, Joanna Merlin joue notamment à Broadway (New York), où elle débute dans deux pièces représentées en 1961, dont Becket ou l'Honneur de Dieu de Jean Anouilh (avec Arthur Kennedy dans le rôle-titre et Laurence Olivier). Parmi ses rôles ultérieurs sur les planches new-yorkaises (le dernier en 1982), mentionnons celui de Treitzel qu'elle crée en 1964 (aux côtés de Zero Mostel tenant le rôle-titre), dans la comédie musicale Un violon sur le toit, sur une musique de Jerry Bock (jouée jusqu'en 1972).
Toujours à Broadway, elle est également directrice de casting jusqu'en 1989, notamment sur des comédies musicales de Stephen Sondheim, dont A Little Night Music (1973-1974) et Sweeney Todd (1979-1980). À ce même poste, citons encore la comédie musicale d'Andrew Lloyd Webber et Tim Rice Evita (1979-1983).
Joanna Merlin est aussi directrice de casting sur sept films sortis entre 1985 et 1995, dont Le Dernier Empereur de Bernardo Bertolucci (1987) et L'Amant de Jean-Jacques Annaud (1992).

## Filmographie

### Cinéma

#### Actrice (sélection)

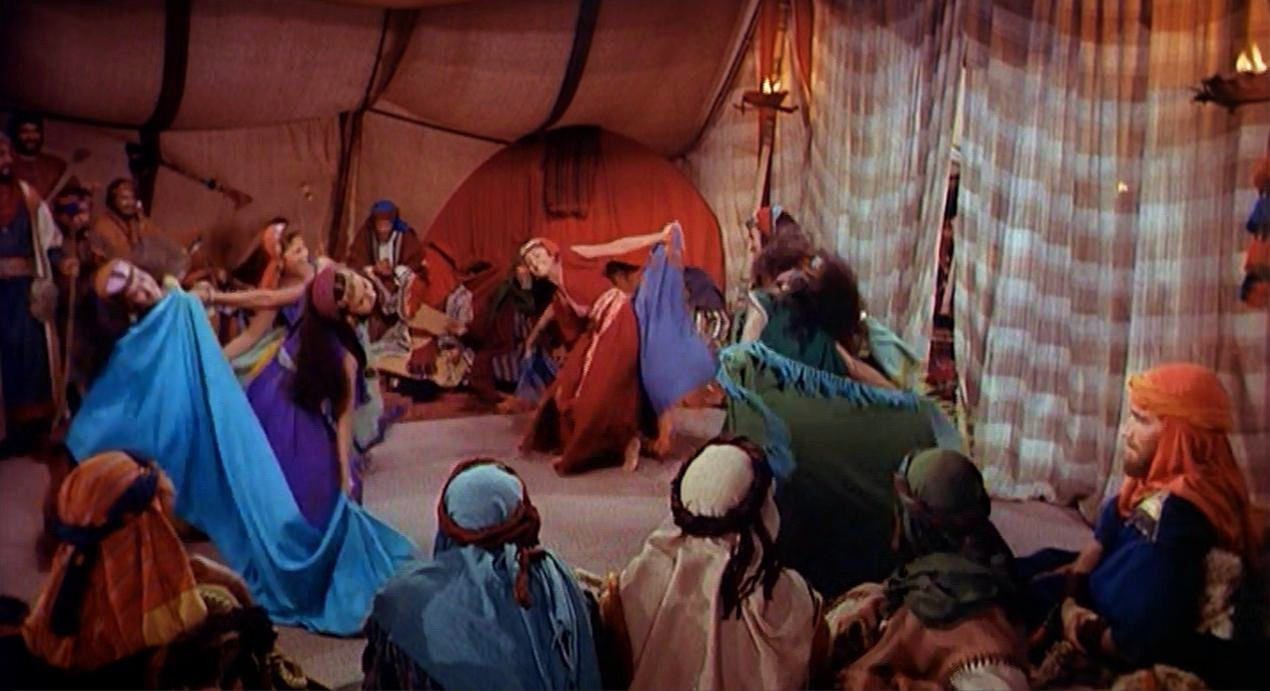
Au centre (en robe rouge), dans Les Dix Commandements (1956).

- 1956 : Les Dix Commandements (The Ten Commandments) de Cecil B. DeMille : une fille de Jethro
- 1958 : Mariages et Enfants (Weddings and Babies) de Morris Engel
- 1975 : Hester Street de Joan Micklin Silver : la propriétaire de Jake
- 1979 : Que le spectacle commence (All That Jazz) de Bob Fosse : l'infirmière Pierce
- 1980 : Fame d'Alan Parker : Mlle Berg (la professeur de danse)
- 1982 : Love Child de Larry Peerce : Mme Sturgis
- 1984 : La Déchirure (The Killing Fields) de Roland Joffé : la sœur de Schanberg
- 1987 : Prince des ténèbres (Prince of Darkness) de John Carpenter : la clocharde
- 1988 : Mystic Pizza de Donald Petrie : Mme Arujo
- 1991 : Affaire non classée (Class Action) de Michael Apted : Estelle Ward
- 1993 : Mr. Wonderful d'Anthony Minghella : Loretta
- 1995 : Instant de bonheur (Two Bits) de James Foley : Guendolina
- 1998 : La Cité des anges (City of Angels) de Brad Silberling : Teresa Messinger
- 2007 : Invasion (The Invasion) d'Oliver Hirschbiegel : Joan Kaufman
- 2008 : Wackness (The Wackness) de Jonathan Levine : la grand-mère Shapiro
- 2010 : Elle s'appelait Sarah de Gilles Paquet-Brenner : Mme Rainsferd

#### Directrice de casting (intégrale)
- 1985 : L'Année du dragon (Year of the Dragon) de Michael Cimino
- 1986 : Les Aventures de Jack Burton dans les griffes du Mandarin (Big Trouble in Little China) de John Carpenter
- 1987 : Le Dernier Empereur (The Last Emperor) de Bernardo Bertolucci
- 1990 : Mr and Mrs Bridge de James Ivory
- 1992 : L'Amant de Jean-Jacques Annaud
- 1993 : Little Buddha de Bernardo Bertolucci
- 1995 : Jefferson à Paris (Jefferson in Paris) de James Ivory

### Télévision

#### Actrice – (sélection)

##### Séries télévisées
- 1963 : Les Accusés (The Defenders)
  - Saison 3, épisode 4 The Bagman de Robert Butler : Katy Martinez
- 1986 : Histoires fantastiques (Amazing Stories)
  - Saison 1, épisode 16 Le Collectionneur (Gather Ye Acorns) de Norman Reynolds : Marie / la dame riche
- 1991 : La Loi de Los Angeles (L.A. Law)
  - Saison 5, épisode 10 La Main dans le sac (Pump It Up) : Ellen Kennedy
- 1992-1998 : New York, police judiciaire (Law & Order)
  - Saison 2, épisode 21 La Peur du scandale (Silence, 1992) : Carla Bowman
  - Saison 3, épisode 19 Vengeance aveugle (Virus, 1993) : Carla Bowman
  - Saison 5, épisode 8 Abus de pouvoir (Virtue, 1994) : Deirdre Powell
  - Saison 6, épisode 18 Gloire éphémère (Atonement, 1996) : Deirdre Powell
  - Saison 8, épisode 12 L'Expert (Expert, 1998) : Deirdre Powell
- 1993 : Bienvenue en Alaska (Northern Exposure)
  - Saison 5, épisode 6 Qui se ressemble s'assemble (Birds of a Feather) : Nadine Fleischman
- 1996-1997 : New York Undercover
  - Saison 3, épisode 9 Sans pitié (Without Mercy, 1996), épisode 10 La Taupe (Going Platinum, 1996) d'Allen Coulter, épisode 13 Caméra au poing (Fade Out, 1997) et épisode 21 Vendetta (1997) de Nick Gomez : Carmella McNamara
- 1997 : La Force du destin (All My Children), feuilleton, épisodes non spécifiés : la juge Brauer
- 2000-2011 : New York, unité spéciale (Law and Order: Special Victimes Unit)
  - Saisons 2 à 12, 43 épisodes : la juge Lena Petrovsky
- 2011 : The Good Wife
  - Saison 2, épisode 21 En souffrance (In Sickness) de Félix Enríquez Alcalá : Loni Goslin
- 2013 : Homeland
  - Saison 3, épisode 1 En ligne de mire (Tin Man Is Down) de Lesli Linka Glatter : la grand-mère

##### Téléfilms
- 1978 : The Last Tenant de Jud Taylor : Mme Farelli
- 1980 : Nurse de David Lowell Rich : Nan Riley
- 1990 : Meurtre en noir et blanc (Murder in Black and White) de Robert Iscove : Dr Bromberg
- 1991 : In a Child's Name de Tom McLoughlin : Frances Silvano
- 1993 : Love, Honor & Obey: The Last Mafia Marriage de John Tiffin Patterson : Rose Profaci
- 1999 : Témoins sous contrôle (Witness Protection) de Richard Pearce : la mère de Cindy

## Théâtre à Broadway (intégrale)

### Actrice
- 1961 : A Far Country d'Henry Denker, mise en scène d'Alfred Ryder : Martha Bernays Freud (remplacement)
- 1961 : Becket ou l'Honneur de Dieu (Becket) de Jean Anouilh, adaptation de Lucienne Hill, mise en scène de Peter Glenville, décors d'Oliver Smith : Gwendoline
- 1964-1972 : Un violon sur le toit (Fiddler on the Roof), comédie musicale, musique de Jerry Bock, lyrics de Sheldon Harnick, livret de Joseph Stein, chorégraphie et mise en scène de Jerome Robbins : Tzeitel (création en 1964, puis remplacements)
- 1973 : Shelter, comédie musicale, musique de Nancy Ford, lyrics et livret de Gretchen Cryer, mise en scène d'Austin Pendleton : Gloria
- 1973 : Oncle Vania (Uncle Vanya) d'Anton Tchekhov, adaptation d'Albert Todd et Mike Nichols, mise en scène de ce dernier : Sophia Alexandrovna (doublure d'Elizabeth Wilson)
- 1981 : The Survivor, adaptation par Susan Nanus du roman éponyme de Jack Eisner : Zlatke
- 1982 : Solomon's Child de Tom Dulack : Liz

### Directrice de casting
- 1970-1972 : Company, comédie musicale, musique et lyrics de Stephen Sondheim, livret de George Furth, mise en scène d'Harold Prince
- 1971-1972 : Follies, comédie musicale, musique et lyrics de Stephen Sondheim, livret de James Goldman, mise en scène d'Harold Prince et Michael Bennett
- 1973-1974 : A Little Night Music, comédie musicale, musique et lyrics de Stephen Sondheim, livret de Hugh Wheeler, d'après le scénario du film Sourires d'une nuit d'été (1955) d'Ingmar Bergman, mise en scène d'Harold Prince
- 1976 : Pacific Overtures, comédie musicale, musique et lyrics de Stephen Sondheim, livret de John Weidman, mise en scène d'Harold Prince
- 1977-1978 : Side by Side Sondheim, revue produite par Harold Prince, musique et lyrics de Stephen Sondheim
- 1978-1979 : On the Twentieth Century, comédie musicale, musique de Cy Coleman, lyrics et livret de Betty Comden et Adolph Green, mise en scène d'Harold Prince
- 1979-1980 : Sweeney Todd (Sweeney Todd, the Demon Barber of Fleet Street), musique et lyrics de Stephen Sondheim, livret de Hugh Wheeler, mise en scène d'Harold Prince
- 1979-1983 : Evita, comédie musicale, musique d'Andrew Lloyd Webber, lyrics et livret de Tim Rice, mise en scène d'Harold Prince
- 1981 : Merrily We Roll Along, comédie musicale, musique et lyrics de Stephen Sondheim, livret de George Furth, d'après la pièce éponyme de George S. Kaufman et Moss Hart, mise en scène d'Harold Prince
- 1982 : A Doll's Life, comédie musicale, musique de Larry Grossman, lyrics et livret de Betty Comden et Adolph Green, mise en scène d'Harold Prince
- 1984 : Paly Memory de Joanna M. Glass, mise en scène d'Harold Prince
- 1984 : End of the World d'Arthur Kopit, mise en scène d'Harold Prince
- 1987-1989 : Into the Woods, comédie musicale, musique et lyrics de Stephen Sondheim, livret et mise en scène de James Lapine